# Merhynchites bicolor
Espèce
Merhynchites bicolor  est une espèce d'insectes coléoptères, appartenant à la famille des Attelabidae.